# Chugach Mountains

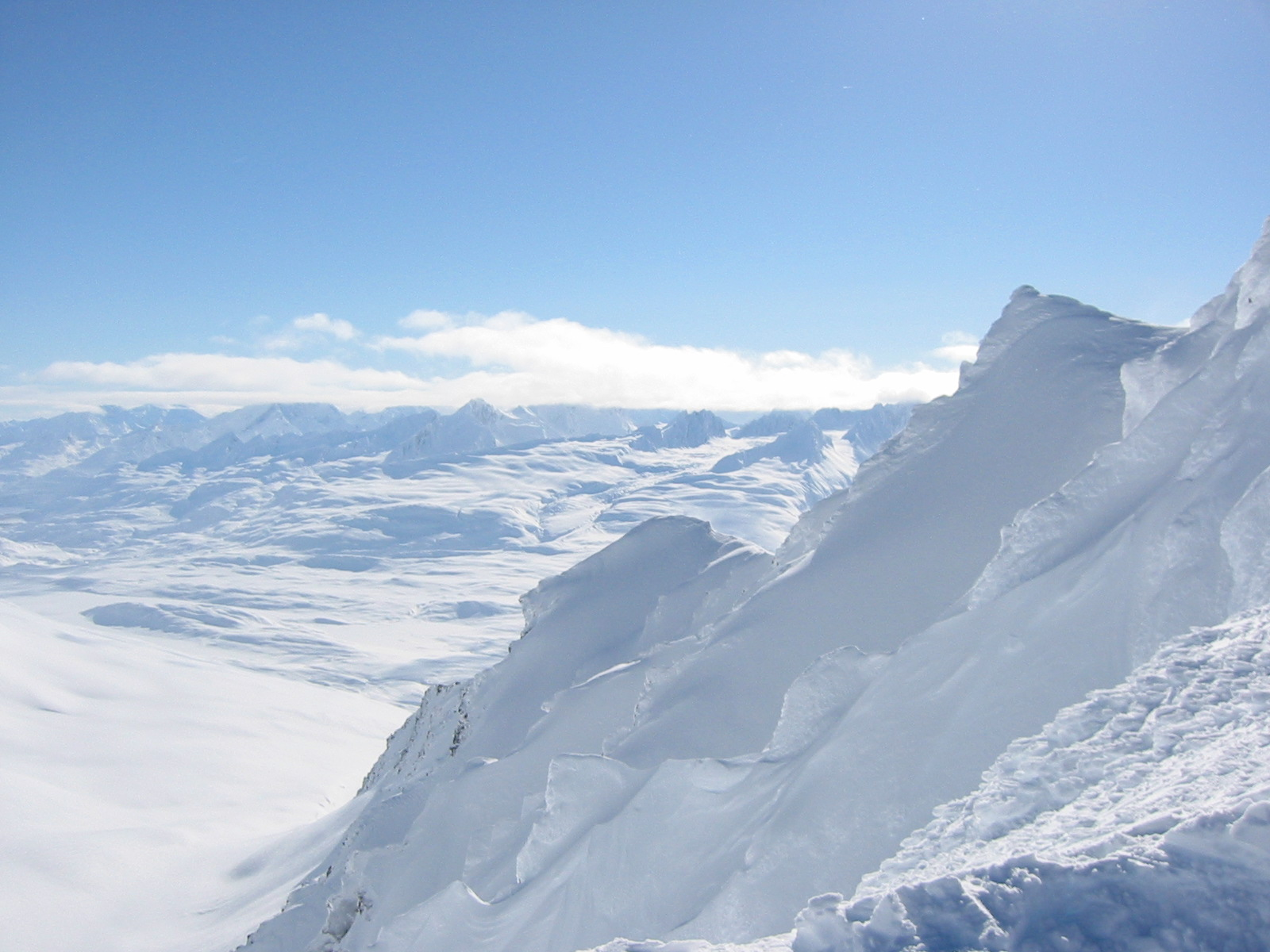
Chugach Mountains

Chugach Mountains je pohoří v jižní části Aljašky. Patří k nejsevernější části Pacifického pobřežního pásma (Pacific Coast Ranges), jež leží v západní části Severní Ameriky. Chugach Mountains mají délku přibližně 400 km a šířku 100 km. Nejvyšší horou pohoří je Mount Marcus Baker (4 016 m).

## Název
Název Chugach pochází z inuitského názvu Chugachmiut, jenž byl poprvé zaznamenán Rusy jako „Čugats“ a „Čugatskoj“. V roce 1898 přenesl název do angličtiny kapitán Armády Spojených států W. R. Abercrombie jako „Chugatch“ a tento název začal být pro hory používán.

## Nejvyšší vrcholy
- Mount Marcus Baker (4016 m)
- Mount Thor (3734 m)
- Mount Steller (3236 m)
- Mount Michelson (2652 m)
- Mount Palmer (2115 m)
- Flattop Mountain (1070 m)
- Eagle Peak (2120 m)
- Polar Bear Peak (2016 m)

## Letecké neštěstí v roce 2021
V roce 2021 zde došlo k nehodě vrtulníku, při které zahynuli čtyři lidé a jeden člověk byl vážně zraněn. Jednou z obětí nehody byl český miliardář Petr Kellner.